# Fred Etchen
Fred Rudolph Etchen (* 25. September 1884 in Coffeyville; † 6. November 1961 in Phoenix) war ein US-amerikanischer Sportschütze.

## Erfolge
Fred Etchen nahm an den Olympischen Spielen 1924 in Paris im Trap teil. Im Mannschaftswettbewerb belegte er mit der US-amerikanischen Mannschaft vor Kanada und Finnland den ersten Platz. Mit insgesamt 363 Punkten und damit drei Punkten Vorsprung hatten sich die Amerikaner, deren Team neben Etchen  noch aus Frank Hughes, John Noel, Clarence Platt, Samuel Sharman und William Silkworth bestand, knapp die Goldmedaille gesichert. Etchen war mit 89 Punkten der viertbeste Schütze der Mannschaft. In der Einzelkonkurrenz belegte er mit dieser Punktzahl den 24. Platz.
Etchen gewann auf Staatenebene viele Titel. Er schrieb ein Buch über das Tontaubenschießen und half bei der Gründung der American Trapshooting Association. Während des Zweiten Weltkriegs unterrichtete er Schießtrainer der Schützenschulen des Militärs.